# 5. etape af Tour de France 2008
Femte etape af Tour de France 2008 blev kørt onsdag d. 9. juli og gik fra Cholet til Châteauroux. Etapen var 232 km lang og havde ingen kategoriserede stigninger. Et tremandsudbrud blev hentet igen af hovedfeltet lige før målstregen så at det blev sprinteropgør.
- Etape: 5
- Dato: 9. juli
- Længde: 232 km
- Danske resultater:

165. Nicki Sørensen + 0.00
- Gennemsnitshastighed: 42,4 km/t

## Spurter

### 1. sprint (Argenton-Les-Vallées)
Efter 33,5 km
| Vinder | Lilian Jégou    | 6p |
| 2.     | Nicolas Vogondy | 4p |
| 3.     | Florent Brard   | 2p |

### 2. sprint (Richelieu)
Efter 98,5 km
| Vinder | Florent Brard   | 6p |
| 2.     | Nicolas Vogondy | 4p |
| 3.     | Lilian Jégou    | 2p |

### 3. sprint (Le Grand-Pressigny)
Efter 152 km
| Vinder | Nicolas Vogondy | 6p |
| 2.     | Florent Brard   | 4p |
| 3.     | Lilian Jégou    | 2p |

## Udgåede ryttere
- 51 Mauricio Soler fra Barloworld udgik på etapen på grund af styrt.

## Resultatliste
|    | Navn              | Land           | Hold            | Tid     |
| -- | ----------------- | -------------- | --------------- | ------- |
| 1  | Mark Cavendish    | Storbritannien | Team Columbia   | 5:27.52 |
| 2  | Óscar Freire      | Spanien        | Rabobank        | + 0.00  |
| 3  | Erik Zabel        | Tyskland       | Team Milram     | + 0.00  |
| 4  | Thor Hushovd      | Norge          | Crédit Agricole | + 0.00  |
| 5  | Baden Cooke       | Australien     | Barloworld      | + 0.00  |
| 6  | Robert Hunter     | Sydafrika      | Barloworld      | + 0.00  |
| 7  | Leonardo Duque    | Colombia       | Cofidis         | + 0.00  |
| 8  | Robbie McEwen     | Australien     | Silence-Lotto   | + 0.00  |
| 9  | Francesco Chicchi | Italien        | Liquigas        | + 0.00  |
| 10 | Julian Dean       | New Zealand    | Team Garmin     | + 0.00  |

## Eksternt link
- Etapeside Arkiveret 15. juni 2008 hos  Wayback Machine på Letour.fr Arkiveret 28. februar 2011 hos  Wayback Machine (fransk) (engelsk) (tysk) (spansk)